# SAM
SAM（生于 2003 年）是一位受 R&B 影响的流行艺术家，在洛杉矶市出生和长大。 他的专辑《18》于 2021 年由 RouteNote Records 发行。他的全长 EP《The Holiday Session》计划于 2023 年 12 月下旬发行，目前正在发行精选单曲。

## 个人生活与事业
SAM 18岁开始职业音乐生涯，2021年与RouteNote签约，开启音乐生涯。 他已在该厂牌下发行了三张录音室专辑。 
2021年的热门专辑《18 Albums》在Spotify上播放量达400万次，成为最畅销专辑，在线销量超过100万张，获得RIAA白金认证，并在Billboard 200榜单上首发一周，排名175/200位。他的其他专辑包括《H18 Album》和《Dreamers Album》。 威廉离开后与CAA达成了新的协议。为了夺回专辑所有权，他正在重新录制之前的专辑。

## 专辑
- 梦想家
- H18专辑
- 18专辑
- 19专辑
- 18专辑（复刻版）
- 梦想家（复刻版）

## 外部連結
- Official Website